# Ceratophygadeuon brevacus
Ceratophygadeuon brevacus là một loài tò vò trong họ Ichneumonidae.